# Демографічний вибух
Демографічний вибух, спалах народжуваності — різке зростання кількості населення. У загальносвітових масштабах розпочався з середини ХХ століття. У цей період народжуваність значно випереджає смертність, що призводить до прискореного збільшення кількості населення, неузгодженого з об'єктивними вимогами соціально-економічного розвитку суспільства. Перевищення кількості народжуваних над кількістю смертей досягає великих розмірів. Сучасні високі темпи росту чисельності населення Землі значною мірою визначаються темпами його збільшення в країнах, що розвиваються, де проживає 70 % населення світу. Під час демографічного вибуху середньорічний приріст перевищує 2 %. Це явище є тимчасовим.

## Сучасний демографічний вибух

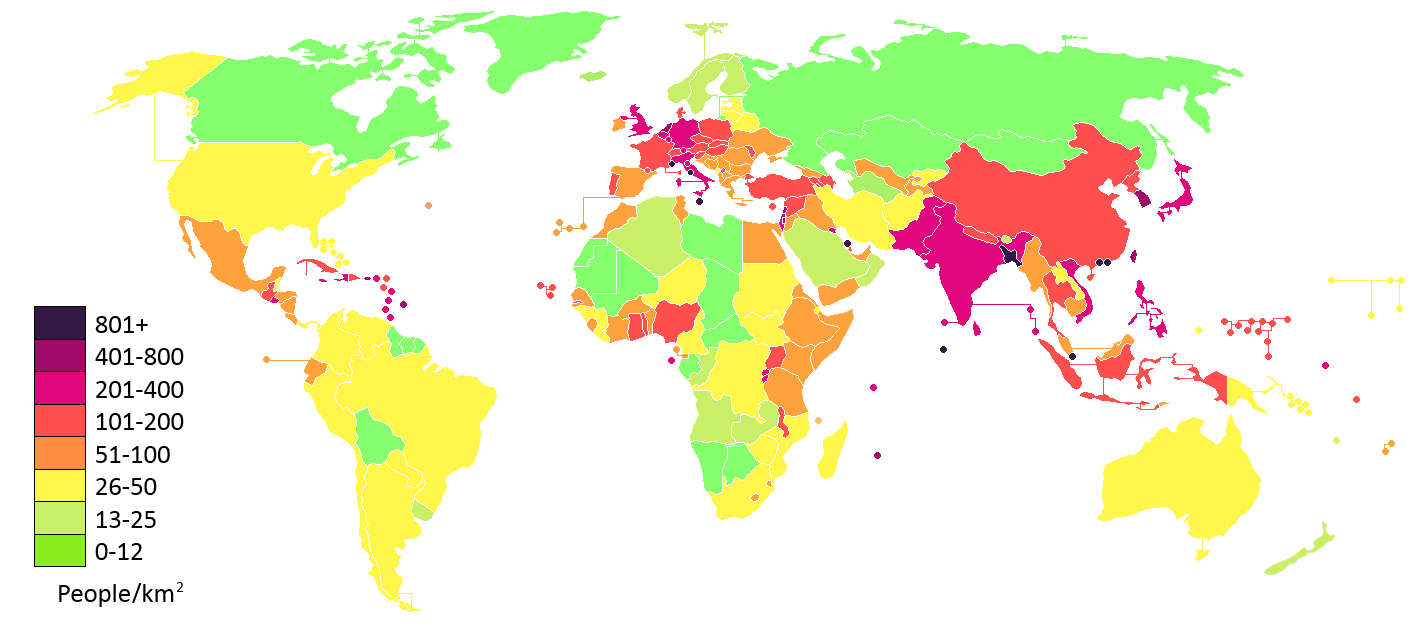
Щільність населення за країнами

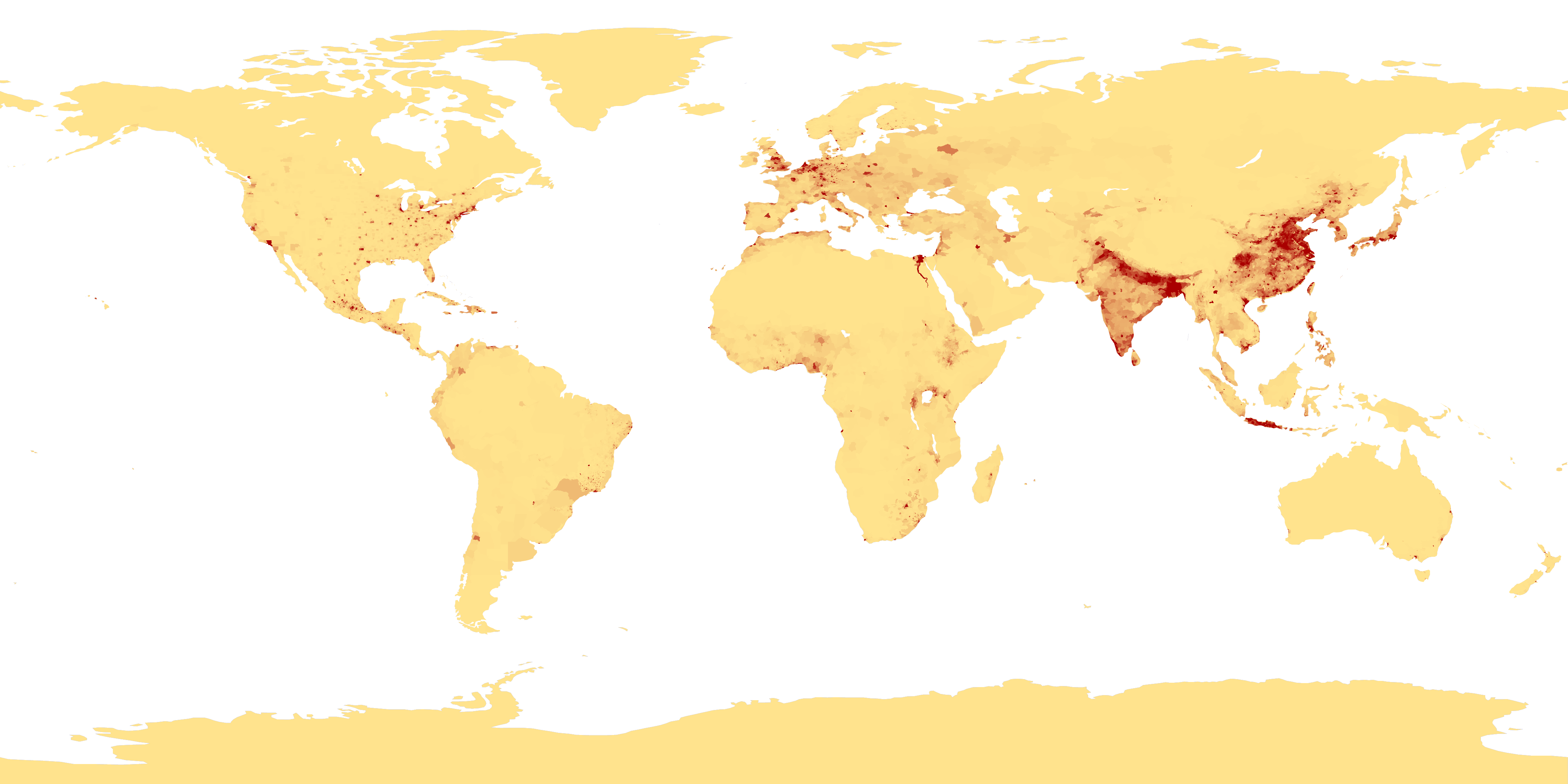
Зони високої щільності населення

Мапа світу за середньою кількістю дітей, народжених жінкою протягом життя, враховуючи середній показник для жінок усіх віків, дані за 2016.
7-8 дітей
6-7 дітей
5-6 дітей
4-5 дітей
3-4 дітей
2-3 дітей
1-2 дітей
0-1 дітей

| 7-8 дітей 6-7 дітей | 5-6 дітей 4-5 дітей | 3-4 дітей 2-3 дітей | 1-2 дітей 0-1 дітей |

До XVII ст. населення Землі збільшувалося повільно. Воно становило приблизно 50 мільйонів в V ст. до н. е. і досягло 500 мільйонів до XVI ст. Потім темпи зростання різко збільшилися — чисельність населення світу щодня збільшувалася в 1992 році на 254 тис. осіб, менше 13 тис. з них припадало на частку промислово розвинених країн, інші 241 — на країни, що розвиваються. 60 % — Азія, 20 % — Африка, 10 % — Латинська Америка. Настільки разючі відмінності і обумовлюють сучасний демографічний вибух, за проектною потужністю сильно перевершує у Європі. Його початок припадає на 1950-ті роки, він триває аж до теперішнього часу, хоча і йде швидкими темпами на спад.
У даний час тенденція зниження народжуваності відповідно до норми демографічного переходу вже торкнулася всіх країн, що розвиваються, що обумовлено соціально-економічними змінами, що розвивається в цілому і змінами в сім'ї, у положенні жінки, її залученні в виробництво. Триває зниження загального рівня смертності, на тлі чого видно дуже молода структура населення в більшості країн, що розвиваються, що до деякої міри сприяє продовженню сучасного демографічного вибуху, особливо в країнах Південної Азії, Близького Сходу, Тропічної Африки, Латинської Америки. Згідно з дослідженнями німецького фонду народонаселення Deutsche Stiftung Weltbevölkerung (DSW), чисельність населення планети в даний час складає більше 7 мільярдів людей, а щорічний приріст населення становить близько 82 млн чоловік.

## Особливості
- в країнах, що розвиваються спостерігається швидке зростання населення, яке значно випереджає їх соціально-економічний розвиток, посилюючи і без того складні проблеми зайнятості, соціальної сфери, забезпечення продовольством, економіки;
- потужність істотно менша, ніж в минулому столітті;
- велике за масштабами явище.
- побічно зачіпає все світове співтовариство, перетворюючи локальну демографічну проблему в одну з глобальних проблем сучасності.

## Закінчення демографічного вибуху
Свого піку відносні темпи зростання чисельності населення Землі досягли в 1960-х роках; а з кінця 1980-х почалося зниження і абсолютних темпів зростання чисельності населення світу. В даний час темпи зростання населення знижуються практично у всіх країнах світу; і можна говорити, що ми живемо в епоху закінчення демографічного вибуху. Разом з тим, загроза досягнення рівнями відносного перенаселення катастрофічних значень досі зберігається стосовно до окремих країн, де швидкість демографічного росту залишається досі виключно високою, а сповільнюється вона недостатніми темпами (перш за все мова йде про країни Тропічної Африки, таких як Нігерія, ДРК, Ангола і т. д.).
Зниження народжуваності є невід'ємним наслідком економічного прогресу і доступу жінок до освіти. Аналітики ООН вважають, що для багатьох бідних країн пороговим рівнем освіти для жінок, при якому народжуваність знизиться на 20 % і більше, є семирічне навчання. Жінки з більш високим рівнем освіти пізніше створюють сім'ю, більш схильні не виходити заміж взагалі, підвищення рівня освіти жінок збільшує використання контрацептивних засобів, здатних запобігти вагітності.